# یواس‌اس نانتاکت (۱۸۶۲)
یواس‌اس نانتاکت (۱۸۶۲) (به انگلیسی: USS Nantucket (1862)) یک کشتی بود که طول آن ۲۰۰ فوت (۶۱ متر) بود. این کشتی در سال ۱۸۶۲ ساخته شد.